# Marumba ochreata
Marumba ochreata is een vlinder uit de familie van de pijlstaarten (Sphingidae). De wetenschappelijke naam van de soort is voor het eerst geldig gepubliceerd in 1935 door Rudolf Mell.